# Krisztián Németh
Krisztián Németh (Győr, 5 januari 1989) is een Hongaars voetballer die als aanvaller speelt. Németh maakte in 2010 zijn debuut in het Hongaars voetbalelftal, waarmee hij in juni 2016 deelnam aan het Europees kampioenschap voetbal 2016 in Frankrijk.

## Carrière

### Jeugd
Krisztián Németh speelde als tiener bij de jeugd van Győri ETO FC. Op 16-jarige leeftijd verliet hij de club om een stap hogerop te zetten.

### MTK
In 2006 startte Németh als 16-jarige zijn profcarrière bij MTK Hungária FC. De jonge Hongaar was in zijn eerste seizoen vooral invaller, maar bewees zich in zijn tweede seizoen door gemiddeld om de wedstrijd te scoren. Dat jaar werd hij met MTK ook vicekampioen.

### Liverpool
Némeths indrukwekkende debuut bij MTK werd opgemerkt door verscheidene scouts. In de zomer van 2007 vertrok de aanvaller samen met ploegmaat András Simon naar Liverpool FC. De Engelse club beschouwde hem als een opkomend talent en gunde hem de kans om zich aan te passen. Németh vond onderdak bij de reserven van Liverpool, waar hij twee keer scoorde bij zijn debuut.

### Blackpool en AEK
Een eerste speelkans op het hoogste niveau kwam er echter niet. In 2009 besloot de club om hem voor een maand uit te lenen aan tweedeklasser Blackpool FC. Hongaars bondscoach Erwin Koeman moedigde dit aan. Németh speelde slechts één keer voor Blackpool en brak tijdens die wedstrijd al na 60 seconden zijn kaakbeen.
In 2009/10 verhuurde Liverpool, waar hij door blessureleed niet in het eerste elftal raakte, de aanvaller aan het Griekse AEK Athene.

### Olympiakos
Omwille van zijn prestaties bij AEK haalde Olympiakos Piraeus de Hongaar definitief weg uit Engeland. Bij Olympiakos kwam hij niet vaak aan spelen toe en dus besloot ook de Griekse club om hem een half jaar uit te lenen. Németh vertrok tijdens de winterperiode naar promovendus Olympiakos Volos. De club degradeerde na afloop van het seizoen door een omkoopschandaal.

### Eredivisie
Németh keerde in november 2011 terug bij MTK. In januari 2012 maakte hij de overstap naar RKC Waalwijk. Op 18 juli 2012 tekende Németh een contract bij Roda JC Kerkrade voor twee seizoenen, met een optie voor een eventueel derde jaar. Met die club degradeerde hij op zaterdag 3 mei 2014 naar de Eerste divisie, waarna zijn contract ontbonden werd.

### Verenigde Staten en Qatar
In 2015 speelde hij in de Verenigde Staten voor Sporting Kansas City in de Major League Soccer. In januari 2016 ging hij voor Al-Gharafa in Qatar spelen. Hij verruilde New England Revolution in augustus 2018 voor Sporting Kansas City.

### Slowakije
In februari 2020 sloot hij aan bij DAC 1904 Dunajská Streda. In oktober 2020 keerde hij terug in de MLS bij Columbus Crew waarmee hij de MLS Cup 2020 won.

## Clubstatistieken
| Seizoen | Club                     | Competitie           | Wed. | Goals |
| ------- | ------------------------ | -------------------- | ---- | ----- |
| 2005/06 | MTK Hungária FC          | Nemzeti Bajnokság I  | 12   | 2     |
| 2006/07 | MTK Hungária FC          | Nemzeti Bajnokság I  | 25   | 12    |
| 2007/08 | Liverpool FC             | Premier League       | 0    | 0     |
| 2008/09 | Blackpool FC (huur)      | Championship         | 1    | 0     |
| 2009/10 | AEK Athene (huur)        | Super League         | 12   | 3     |
| 2010/11 | Olympiakos               | Super League         | 6    | 1     |
| 2010/11 | Olympiakos Volos (huur)  | Super League         | 10   | 1     |
| 2011    | Olympiakos               | Super League         | 3    | 0     |
| 2011/12 | MTK Hungária FC (huur)   | Nemzeti Bajnokság II | 1    | 1     |
| 2011/12 | RKC Waalwijk (huur)      | Eredivisie           | 17   | 4     |
| 2012/13 | Roda JC Kerkrade         | Eredivisie           | 21   | 2     |
| 2013/14 | Roda JC Kerkrade         | Eredivisie           | 24   | 8     |
| 2015    | Sporting Kansas City     | MLS                  | 29   | 11    |
| 2015/16 | Al-Gharafa               | Qatari League        | 10   | 7     |
| 2016/17 | Al-Gharafa               | Qatari League        | 16   | 6     |
| 2017    | New England Revolution   | MLS                  | 6    | 1     |
| 2018    | New England Revolution   | MLS                  | 15   | 0     |
|         | Sporting Kansas City     | MLS                  | 10   | 1     |
| 2019    | Sporting Kansas City     | MLS                  | 24   | 8     |
| 2019/20 | DAC 1904 Dunajská Streda | Fortuna Liga         | 1    | 0     |
| 2020    | Columbus Crew            | MLS                  | 4    | 1     |
| 2021    | Debreceni VSC            | Nemzeti Bajnokság I  | 7    | 1     |
| 2022/23 | MTK Boedapest FC         | Nemzeti Bajnokság II | 5    | 5     |
| Totaal  | Totaal                   | Totaal               | 259  | 75    |

1 Király ·
2 Lang ·
3 Korhut ·
4 Kádár ·
5 Fiola ·
6 Elek ·
7 Dzsudzsák ·
8 Nagy ·
9 Szalai ·
10 Gera ·
11 Németh ·
12 Dibusz ·
13 Böde ·
14 Lovrencsics ·
15 Kleinheisler ·
16 Pintér ·
17 Nikolić ·
18 Stieber ·
19 Priskin ·
20 Guzmics ·
21 Bese ·
22 Gulácsi ·
23 Juhász ·
Coach: Bernd Storck